# Магдалена Августа Ангальт-Цербстська
Магдалена Августа Ангальт-Цербстська (нім. Magdalena Augusta von Anhalt-Zerbst, 13 жовтня 1679 — 11 жовтня 1740) — німецька принцеса з династії Асканіїв, донька князя Ангальт-Цербсту Карла Вільгельма та Софії Саксен-Вайссенфельської, дружина герцога Саксен-Гота-Альтенбургу Фрідріха II.

## Біографія
Магдалена Августа народилась 13 жовтня 1679 року у Цербсті. Вона була третьою дитиною і єдиною донькою в родині князя Ангальт-Цербсту Карла Вільгельма та його дружини Софії Саксен-Вайссенфельської. Дівчинка мала старших братів Йоганна Августа та Карла Фрідріха.
У 16 років пошлюбилась із 19-річним герцогом Саксен-Гота-Альтенбургу Фрідріхом II. Весілля відбулося 7 червня 1696 року в Готі. Шлюб виявився щасливим. Про це свідчать листи, що їх писала Магдалена Августа своєму чоловікові. У подружжя народилося шістнадцятеро живих дітей
Свою доньку Августу, що мала стати нареченою британського принца, відмовилася навчати англійської мови, мотивуючи це тим, що «це зовсям не потрібно, оскільки Ганноверська родина знаходиться на перстолі вже більше двадцяти років, і англійський народ, і, особливо, при дворі, мають розмовляти німецькою так же добре і часто, як і англійською».
Чоловік Магдалени Августи пішов з життя у 1732 році. Герцогство перейшло їхньому сину Фрідріху.

## Родина

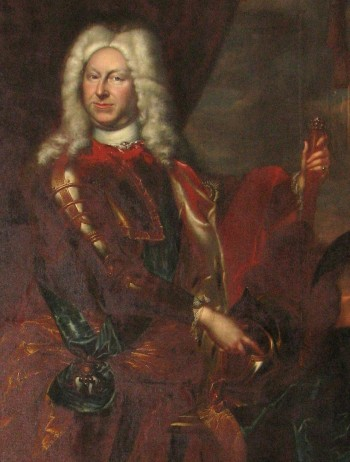
Фрідріх II

Чоловік —  Фрідріх II, герцог Саксен-Гота-Альтенбурзький
Діти:
- Софія (1697—1703) — померла у віці 6 років;
- Фрідріх (1699—1772) — наступний герцог Саксен-Гота-Альтенбургу, був одружений з  Луїзою Доротеєю Саксен-Мейнінгенською, мав шестеро дітей;
- Вільгельм (1701—1771) — імперський фельдцейхмейстер, був одружений з Анною Шлезвіг-Гольштейн-Готторпською, дітей не мав;
- Карл Фрідріх (1702—1703) — помер в дитячому віці;
- Йоганн Август (1704—1767) — імперський рейхсмаршал, був одружений із Луїзою Ройсс цу Шляйц, мав двох доньок;
- Крістіан (27 лютого—5 березня 1705) — помер невдовзі після народження;
- Крістіан Вільгельм (1706—1748) — був одружений із Луїзою Ройсс цу Шляйц, помер бездітним;
- Людвіг Ернст (1707—1763) — одружений не був, дітей не мав;
- Емануель (1709—1710) — помер в дитячому віці;
- Моріц (1711—1777) — регент Саксен-Ейзенаху, одружений не був, дітей не мав;
- Софія (серпень—12 листопада 1712) — померла немовлям;
- Карл (1714—1715) — помер в дитячому віці;
- Фредеріка (1715—1775) — дружина герцога Саксен-Вайзенфельського Йоганна Адольфа II, мала п'ятьох діточок;
- Магдалена Сибілла (15 серпня—9 листопада 1718) — померла немовлям;
- Августа (1719—1772) — дружина спадкоємця британського престолу Фредеріка Льюїса, мала дев'ятеро дітей;
- Йоганн Адольф (1721—1799) — одружений не був, дітей не мав.